# 大菊头蝠
大菊头蝠（学名：Rhinolophus luctus；woolly horseshoe bat）为菊头蝠科菊头蝠属的动物。分布于台湾岛以及中国大陆的江西、广西、贵州、安徽、四川、海南、广东、福建、浙江等地，多生活于岩洞以及树林。该物种的模式产地在爪哇。

## 亚种
- 大菊头蝠台湾亚种（学名：Rhinolophus luctus formosae），Sanborn于1939年命名。分布于台湾岛等地。该物种的模式产地在台湾。[2]
- 大菊头蝠福建亚种（学名：Rhinolophus luctus lanosus），Andersen于1905年命名。在中国大陆，分布于江西、广西、安徽、福建、浙江等地。该物种的模式产地在福建挂墩。[3]
- 大菊头蝠海南亚种（学名：Rhinolophus luctus spurcus），G. Allen于1928年命名。在中国大陆，分布于海南等地。该物种的模式产地在海南那大。[4]